# Eugen Schneider (Jurist)
Eugen Georg Schneider (* 16. September 1822 in Bamberg; † 29. März 1880 ebenda) war ein deutscher Verwaltungsjurist im Königreich Bayern. Er war Bürgermeister von Bamberg und saß in der Kammer der Abgeordneten (Bayern) und im Zollparlament.

## Leben
Eugen Schneider besuchte das Alte Gymnasium Bamberg. Nach dem Abitur studierte er an der Ludwig-Maximilians-Universität München und der Friedrich-Alexander-Universität Erlangen Rechtswissenschaft. 1830 wurde er Mitglied des Corps Franconia Erlangen. Nach den Examen war er Accessist am Stadtgericht München und am Appellationsgericht Bamberg. 1852 wurde er rechtskundiger Rat im Bamberger Magistrat. 1855 wurde er Ehrenbursch der Burschenschaft Germania Erlangen. Von 1865 bis 1877 war er Bürgermeister von Bamberg. Ab 1853 war er Rektor der Landwirtschafts-, Gewerbe- und Handelsschule in Bamberg. Er verfasste mehrere Bücher. 1863–1866 war er Mitglied des Landrats von Oberfranken und 1867–1869 Mitglied der Kammer der Abgeordneten (Bayern) für den Wahlkreis Bamberg. Von Februar 1868 bis 1870 saß er für den Wahlkreis Oberfranken 5 (Bamberg, Höchstadt) im Zollparlament.